# Torta Fedora
La torta fedora (o torta di ricotta) è una torta  siciliana a base di ricotta di pecora zuccherata, pan di Spagna, gocce di cioccolato e infine decorata con pistacchio e mandorle.